# Katharinapaladset
Katharinapaladset er et palads i byen Pusjkin (tidligere Tsarskoje Selo (dansk: ~ zarens landsby)),som de russiske zarer brugte som sommerresidens. Paladset ligger lidt sydøst for Sankt Petersborg og er opført i rokoko ved den italienskfødte hofarkitekt Francesco Bartolomeo Rastrelli.
Planerne for paladset stammer fra 1717, da Katharina 1. engagerede den tyske arkitekt Johann-Friedrich Braunstein til at bygge et sommerslot. Det er derfor opkaldt efter Katharina 1. Det oprindelige palads fik imidlertid ikke lang levetid, selv om det i 1733 blev udvidet af kejserinde Anna Ivanovna. Hendes datter Elisabeth, der kom til magten i 1741 var så utilfreds med Katharinapaladset, at hun lod det rive ned og erstatte af det rokokoslot, der stod færdigt i 1756 i ekstravagant stil med forgyldninger mange steder, også på statuer i parken.
Paladset blev i større eller mindre grad anvendt af de skiftende herskere, og efter zarstyrets fald blev store dele af interiøret bevaret. Slottet blev systematisk bombet af tyskerne under 2. verdenskrig, så kun skelettet stod tilbage. Det er restaureret, og efter Sovjetunionens fald er der ved hjælp af store koncertarrangementer skaffet midler til at yderligere forbedringer. Blandt de optrædende i den anledning har været Elton John, Sting, Tina Turner og Whitney Houston.
Det historiske område med paladserne i Zarskoje Selo blev optaget på UNESCO's Verdensarvsliste i 1990.